# Laurent de Gouvion-Saint-Cyr
Laurent de Gouvion-Saint-Cyr, I marchese di Gouvion-Saint-Cyr (Toul, 13 aprile 1764 – Hyères, 17 marzo 1830), è stato un generale e nobile francese, Maresciallo dell'Impero e Conte dell'Impero sotto Napoleone, marchese sotto il regno di Luigi XVIII.
Di umili origini, si distinse per qualità tattiche e strategiche sotto il comando di Napoleone Bonaparte divenendo maresciallo dell'Impero nel 1812, a seguito della sua brillante vittoria nella battaglia di Polack. Egli non ebbe un ruolo di primo piano durante le Guerre Napoleoniche ma rivestì un ruolo importante in qualità di Ministro della Guerra durante la Restaurazione francese. Di carattere glaciale e taciturno, fu per questo soprannominato dai suoi soldati "il gufo".

## Guerre rivoluzionarie
Nacque a Toul nel 1764 e contrariamente al volere del padre, che voleva diventasse conciatore come lui, studiò da autodidatta e venne ammesso come uditore alla scuola d'artiglieria di Toul, imparando successivamente le basi del greco e del latino e distinguendosi in matematica e disegno. All'età di diciotto anni compì un viaggio in Italia, con il desiderio di diventare un artista (aveva infatti un talento per la pittura) e dopo quattro anni tornò a Parigi ed entrò in uno studio teatrale, dal quale venne licenziato per la sua timidezza nella recitazione. Dopo lo scoppio della Rivoluzione francese, il 1º settembre 1792 si arruolò come volontario nel 1º battaglione Cacciatori repubblicani, venendo promosso appena 15 giorni dopo a sergente maggiore, per le abilità organizzative dimostrate. A fine novembre aveva raggiunto il titolo di capitano. In questo battaglione Gouvion Saint-Cyr militò sotto l'Armata del Reno, agli ordini del generale Custine. Venne notato dal generale per le sue abilità nel disegno e quindi aggregato al suo stato maggiore, nonché venendo nominato, il 1º novembre 1793 capitano aggiunto aiutante generale. Il 14 settembre 1793 dimostrò le sue abilità tattiche nell'attacco a Landremont, al comando di quattro battaglioni di fanteria. Qui Gouvion Saint-Cyr rivelò la sua predilezione per le battaglie su terreni scoscesi e gli effetti a sorpresa. Partecipò distinguendosi alla battaglia di Wissembourg, e il 5 giugno 1794 venne nominato generale di brigata. L'11, appena sei giorni dopo, divenne generale di divisione.
Nel 1795, durante un breve periodo di congedo (l'unico, fino al 1797), tornò a Toul e si sposò con la cugina di primo grado, Anne Gouvion (diciannovenne), una ragazza estroversa ed energica, al contrario di Gouvion, introverso e glaciale. Il loro matrimonio fu solido e durò 36 anni, fino alla morte di lui, nel 1830. 

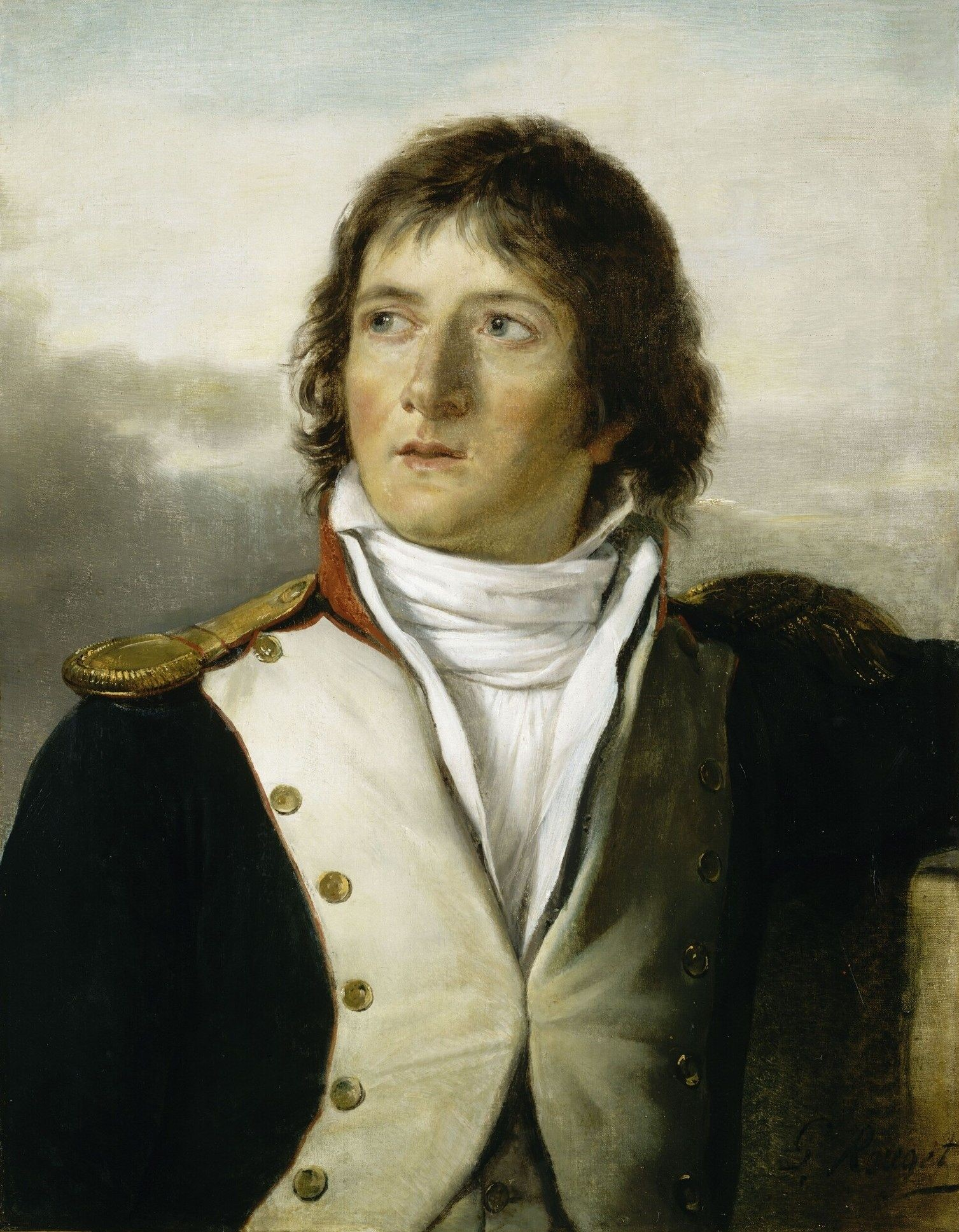
Gouvion Saint-Cyr capitano del 1º battaglione cacciatori repubblicani

Militando sotto il generale Moreau Laurent continuò a distinguersi per abilità tattica: nella battaglia di Biberach, il 2 ottobre 1796, secondo il piano concordato tra lui e il suo collega e amico Desaix, Gouvion Saint-Cyr, stando al gioco di squadra, entrò in scena con ventiquattro cannoni, e sotto il loro fuoco respinse e mise in rotta gli austriaci. Moreau dirà di lui: "La condotta del generale Gouvion Saint-Cyr è al di sopra di ogni elogio, la sua intelligenza tattica e strategica ha assicurato il nostro successo". Dopo la firma del Trattato di Campoformio, il 6 marzo 1798 Gouvion viene inviato in Italia ad assumere il comando dell'Armata di Roma (in sostituzione del collega generale Massena), la quale versava in una situazione a dir poco disastrosa, con le truppe sul punto di ammutinarsi e la popolazione a rivoltarsi. Grazie ai suoi studi di oratoria e alla sua intelligenza seppe riportare l'ordine senza che fosse stato versato sangue. In questo periodo Gouvion denunciò al Direttorio il fatto che i rappresentanti del popolo si erano appropriati ingiustamente di beni preziosi: per questo si attirò le antipatie dei suoi superiori, venne richiamato a Parigi e sostituito con il generale MacDonald.
Il 16 agosto 1798 venne assegnato all'ala sinistra dell'Armata di Magonza al comando del generale Jourdan ma anche qui sorsero contrasti con i suoi superiori e Laurent ottenne un congedo. Il 24 giugno 1799 fu rimandato in Italia sotto il comando di Moreau. Partecipò alla battaglia di Novi, e successivamente gli venne affidato il comando delle truppe stanziate in Liguria e a Genova. Dopo l'arrivo di Championnet, l'Armata d'Italia si imbarcò in un'azzardata invasione del Piemonte: Saint-Cyr fu messo a capo dell'ala destra, responsabile del settore di Alessandria. Dopo aver scacciato gli austriaci dalla Liguria nella battaglia del passo del Bracco, il generale si avviò verso Novi, dove affrontò e sconfisse alcuni reparti austriaci. Attaccato il 6 novembre 1799 davanti a Novi da forze superiori, respinse vigorosamente gli attaccanti. Tornato in Liguria, il comandante dell'ala destra di Championnet riuscì a ritardare l'attacco su Genova. Napoleone, ora Primo Console, gli inviò una lettera laudativa per le sue azioni:" Il Ministro della Guerra mi ha reso conto, cittadino generale, della vittoria da voi riportata sull'ala sinistra dell'esercito austriaco. Riceverete, vi prego, come testimonianza della mia soddisfazione, questa bella sciabola che voi porterete nei giorni di combattimento. Fate sapere ai soldati, che sono sotto ai vostri ordini, che io sono contento di loro, e che spero di esserlo ancor di più nell'avvenire. Il Ministro della Guerra vi spedirà il brevetto di primo luogotenente dell'esercito. Contate sulla mia stima e sulla mia amicizia. Bonaparte".
Quando Moreau, nel 1800, fu destinato al comando dell'Armata del Reno, Gouvion-Saint-Cyr fu nominato suo primo luogotenente; il 9 maggio conseguì una vittoria contro il generale Kray a Biberach, conquistò Friburgo e contribuì alla vittoria di Hohenlinden. Tuttavia i rapporti col suo superiore si deteriorarono, chiese congedo e tornò in Francia. Tra il 1800 e il 1801 egli rivestì il ruolo di consigliere di Stato. Il 4 febbraio 1801 fu inviato come ambasciatore a Madrid per sovrintendere alle azioni contro il Portogallo per quanto riguarda il Blocco continentale che si stava attuando ai danni del Regno Unito ma venne richiamato nel 1803 e successivamente inviato a Napoli, dove dovette fronteggiare le rivalità interne della corte napoletana.

## Guerre napoleoniche

### Ascesa ed apogeo dell'Impero
Poiché rifiutò di firmare un messaggio di congratulazioni per il neoeletto Imperatore, trattandosi di un atto politico, (infatti pensava che un militare non dovesse immischiarsi con la politica), il suo nome non comparve sulla lista dei marescialli dell'Impero, pubblicata il 18 maggio 1804, fatto che lo amareggiò. Nonostante questo l'Imperatore lo nominò colonnello generale dei corazzieri e venne decorato con la grande aquila della Legion d'onore. Con lo scoppio della guerra della Terza Coalizione a Saint-Cyr venne affidato un corpo d'armata di 20.000 uomini con i quali controllare il Regno di Napoli ed impedire una invasione in questo settore, mentre il nord Italia veniva protetto dai 50.000 uomini al comando del maresciallo Massena. Con il proseguire della guerra Saint-Cyr si mosse con il suo corpo d'armata verso nord e strinse d'assedio Venezia, riuscendo a sorprendere a Castelfranco 7.900 austriaci che costrinse alla resa, facendo un gran numero di prigionieri. Grazie al suo successo, permise al collega Massena di continuare indisturbato l'inseguimento del generale austriaco Carlo che si stava ritirando oltre l'Isonzo.
Concluso l'assedio di Venezia ricevette l'ordine di prendere Napoli, perché il suo monarca aveva collaborato durante la guerra con la Regno Unito. Ma, venendo a sapere che sarebbe stato posto sotto i diretti ordini del suo collega Massena, rifiutò il comando, lasciandolo al maresciallo Pérignon, e tornò a Parigi. Richiamato al suo posto, dietro minaccia di fucilazione, Saint-Cyr obbedì agli ordini e rimase a Napoli fino all'agosto 1806, mese in cui il nuovo sovrano del Regno, ossia Giuseppe Bonaparte, gli accordò un congedo. Il 15 dicembre gli venne affidato il comando del campo di Boulogne e del 1º corpo di riserva.
Qui godette di un periodo di libertà con la famiglia, acquistò un castello (quello di Reverseaux, a Rouvray-Saint-Florentin) e si dedicò alla pittura di paesaggi, all'agricoltura e al giardinaggio, oltre che alla manutenzione delle installazioni e delle attrezzature portuali di Boulogne.
L'8 maggio 1808 venne nominato conte dell'Impero.

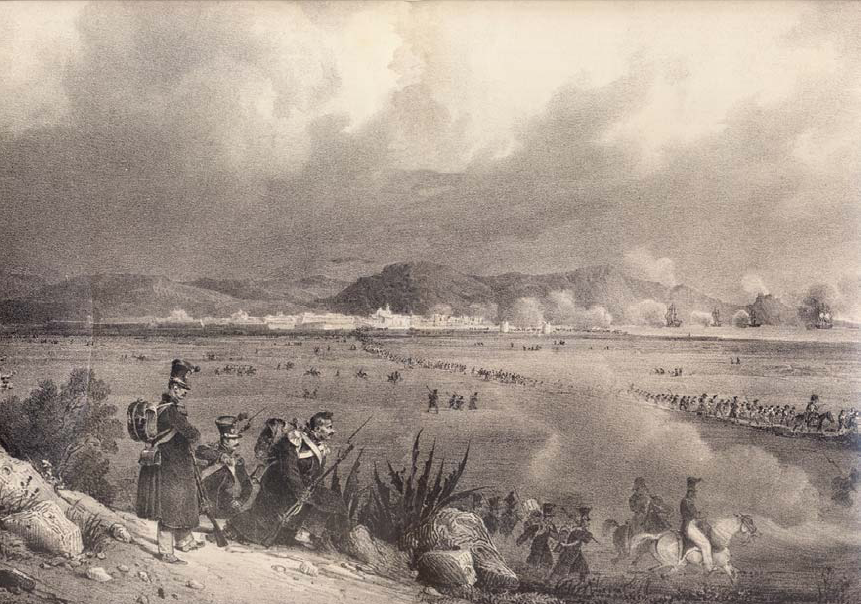
Assedio di Roses, 1808

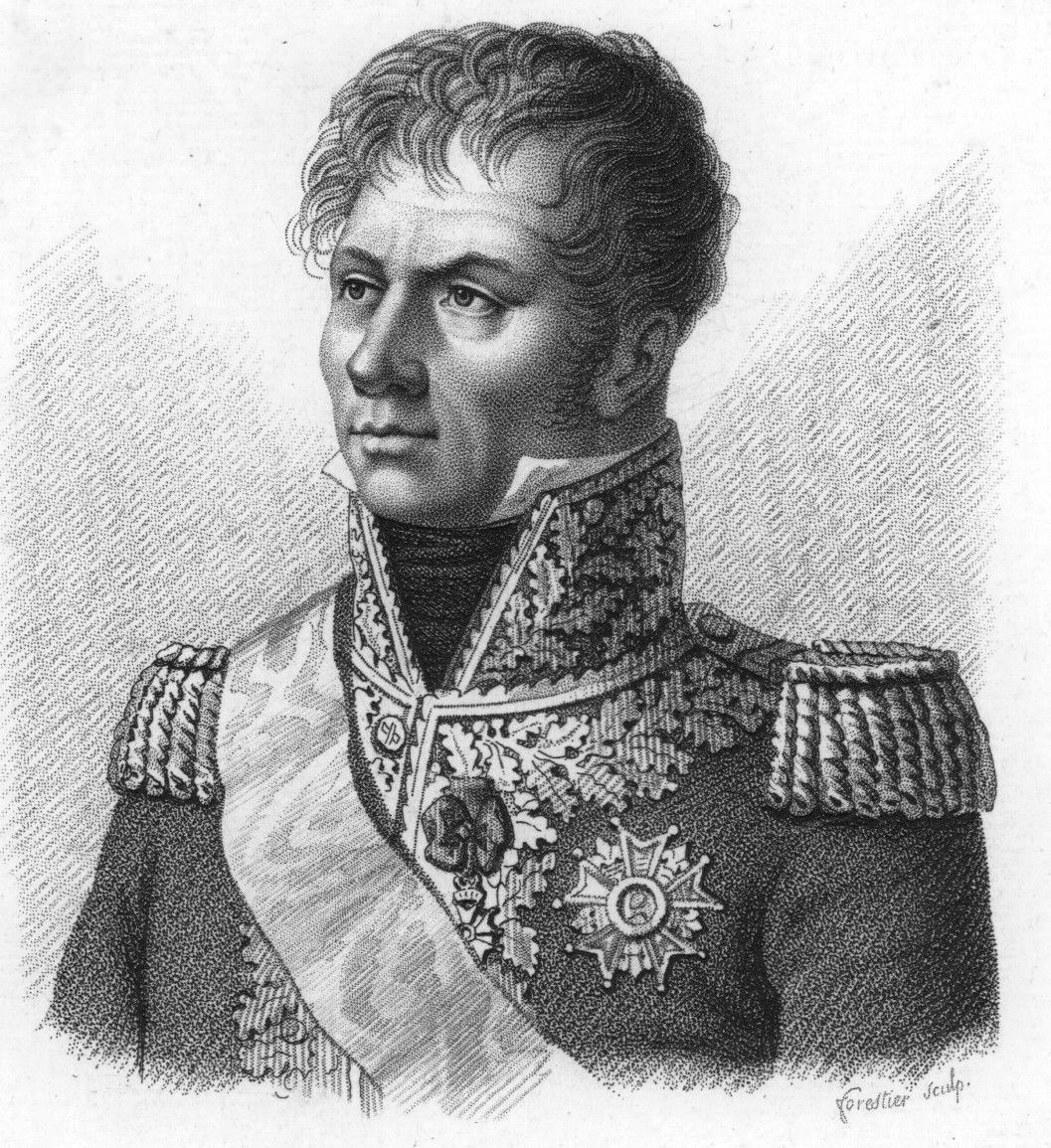
Laurent de Gouvion-Saint-Cyr maresciallo dell'Impero

Dopo questo periodo di tranquillità, il 17 agosto fu inviato in Spagna al comando dell'Armata di Catalogna (VII corpo), composto da circa 39.000 soldati con il compito di prendere Barcellona e sottomettere la Catalogna. Saint-Cyr al comando di questo corpo, formato da divisioni francesi e italiane, riportò grandi vittorie: pose sotto assedio Gerona (6 maggio), prese la piazzaforte di Roses (5 novembre-6 dicembre), sconfisse a Cardedeu il generale spagnolo Vives (16 dicembre) e a Molins de Rei (21 dicembre) il generale svizzero Reding. Due mesi dopo, il 25 febbraio 1809, riportò una brillante vittoria a Valls contro il generale Reding. ]In questa campagna, condotta quasi autonomamente, Saint-Cyr riuscì, nonostante le oggettive difficoltà logistiche ed approvvigionamento, a rifornire i suoi uomini e contribuì alla conquista della Catalogna. Napoleone, contrariato dalla lentezza delle operazioni per la presa di Gerona (che dal 6 maggio continuava a resistere agli attacchi francesi) decise di sostituire Saint-Cyr con il maresciallo Augereau, il quale in quel momento si trovava a Perpignano. Il maresciallo, per nulla volenteroso di assumere quell'incarico, lasciò a Saint-Cyr il comando delle operazioni, ma questi, in ottobre, esibì un certificato di cattiva salute e rassegnò effettivamente il comando al maresciallo, partendo poi senza aspettare autorizzazioni. Tornato nel suo castello a Reverseaux, l'imperatore, dopo averlo incriminato di diserzione, nominò tre commissioni d'inchiesta per giudicarlo. Fortunatamente Saint-Cyr vinse tutte le cause, e venne rilasciato solamente con una nota di biasimo.

### Declino e caduta dell'Impero
Rimase in riposo fino al 1811, quando Napoleone lo richiamò al Consiglio di Stato. Fu in questo periodo, e soprattutto nell'anno successivo, che Saint-Cyr si riavvicinò a Napoleone.
L'8 febbraio 1812, mentre la Grande Armée si armava per l'invasione della Russia, venne affidato a Saint-Cyr il VI corpo d'armata, composto da truppe bavaresi.
Dopo l'inizio della campagna, Saint Cyr con il VI corpo fu inviato a sostenere il II corpo, al comando del suo antico subordinato, ora maresciallo, Nicolas Charles Oudinot a Polack, contro l'attacco del generale russo Peter Wittgenstein. Giunto nella località il 15 agosto, l'attacco russo avvenne il 16. Oudinot venne ferito e pertanto il comando passò al suo diretto subordinato, Saint-Cyr appunto, che continuò a combattere nonostante il maresciallo ritenesse di non avere speranze di vittoria per quella battaglia. In realtà la battaglia di Polack, il 18 agosto 1812, si risolse con il maggior successo militare nella carriera di Saint-Cyr: in leggera inferiorità numerica (24.000 contro 30.000 uomini), ferito il 17 agosto e per questo impossibilitato a muoversi a cavallo, riorganizzò le sue forze e preparò accuratamente i piani di battaglia. Mentre i russi aspettavano rinforzi, attaccò le forze nemiche alle ore 15.00 del 18 cogliendole di sorpresa, avendo calcolato che i suoi uomini avrebbero sostenuto un attacco di 4-5 ore al massimo. Dopo aspri combattimenti, Wittgenstein mise in campo i reparti di cavalleria della Guardia Russa che riuscirono a penetrare nello schieramento francese e giunsero fino al carro su cui Saint-Cyr osservava la battaglia, ribaltandolo. Con sangue freddo Saint-Cyr lanciò al contrattacco il 3º reggimento svizzero tenuto in riserva nel cimitero di Polack che respinse e mise in fuga i russi. Stremati, i soldati francesi smisero di inseguire le forze russe in ritirata solo al calare della notte. Il 27 agosto Saint-Cyr ricevette il bastone di maresciallo per la questa vittoria.
Nei mesi successivi il maresciallo Saint-Cyr si impegnò a fortificare l'area di Polack. Il 18 ottobre il generale Wittgenstein lo attaccò di nuovo, in quella che fu la seconda battaglia di Polack, questa volta con 50.000 uomini. La battaglia fu densa di aspri combattimenti e l'inferiorità numerica francese (18.000 soldati) questa volta si fece sentire, ma, benché costretto a rimanere in barella per le ferite, il maresciallo Saint-Cyr respinse tutti gli attacchi russi. Infine, per non venire accerchiato, fu costretto alla ritirata. Restituito il comando al maresciallo Oudinot, si ritirò a Minsk per curare le sue ferite. Il 29 dicembre, ristabilitosi completamente, fu in grado di riprendere il comando del suo VI corpo bavarese e di altre truppe di rinforzo, il tutto ridotto a poche migliaia di uomini. Il 16 gennaio 1813 aiutò il viceré Eugenio (ora al comando dei resti della Grande Armée) coprendogli la ritirata fino a Berlino. Il 10 marzo si ammalò di tifo e dovette rimpatriare.
Si ristabilì in tempo per partecipare alla campagna del 1813: assunto il comando del XIV corpo il 4 agosto, gli venne dato l'ordine di difendere il punto strategico di Dresda. Il 21 agosto il maresciallo scrisse all'Imperatore che prevedeva un attacco alla città da parte dell'Armata di Boemia, al comando del generale austriaco Schwarzemberg, se l'Imperatore stesso si fosse avvicinato alla cittadina di Zittau. Napoleone, non condividendo il suo parere, si mosse verso Zittau e come previsto gli Alleati si mossero verso Dresda. Il 22 agosto Napoleone ricevette da Saint-Cyr un dispaccio che chiedeva assistenza immediata poiché era chiaro che l'intera Armata di Boemia stava convergendo sulla città; il maresciallo intanto faceva indietreggiare gli avamposti a Hellendorf più vicino alla città. Il 23 Napoleone scrisse a Saint-Cyr, riconoscendo la sua preveggenza, ma ormai le avanguardie alleate, al comando del generale Wittgenstein avevano raggiunto i sobborghi sud della città. Il 25 agosto il maresciallo Saint-Cyr contrattaccò con grande forza e determinazione, respingendo le forze alleate ora in gran disordine, che decisero di aspettare i rinforzi e di riorganizzarsi prima di attaccare la città. Per tutte e due le giornate del 25 e del 26 agosto, Saint-Cyr seppe tenere a bada con i suoi 20.000 soldati l'Armata di Boemia, che in tutto ammontava a 225.000 uomini. Il ritardo nell'attacco alleato a Dresda causato dall'incapacità dei comandanti alleati e dalla grande determinazione del contrattacco di Saint-Cyr permise a Napoleone di sopraggiungere con una forza di 120.000 uomini in soccorso al maresciallo. La conseguente battaglia che si scatenò, conosciuta come battaglia di Dresda, fu l'ultima grande vittoria francese sul territorio tedesco e l'unica battaglia in cui Saint-Cyr combatté sotto gli ordini di Napoleone. Durante la mattina e il pomeriggio del 26 agosto gli alleati tentarono di conquistarsi una via per entrare nella città, senza riuscirvi. Intorno alle 17.00 Napoleone diede ordine di una controffensiva generale che mise a dura prova il generale Schwarzemberg. Non un punto della linea difensiva francese aveva ceduto. L'imperatore commentò così l'azione:"Non conosco nessun altro esempio di azione bellica che possa fornire una più chiara prova di come la quantità ed il morale delle truppe, caratteristiche importantissime, possano essere superate dal peso determinante di una sola persona di ingegno. Il giorno 27 giunsero rinforzi ad ambo gli schieramenti. In questa giornata di combattimenti gli alleati attaccarono con poderose forze il centro francese, mentre questi, resistendo nella città agli assalti nemici, annientavano le ali alleate. Napoleone prevedeva un'altra giornata di scontri, ma i comandanti alleati si erano già ritirati nella notte dtra il 27 e il 28 agosto. Purtroppo l'utilità di questa vittoria fu vanificata con la sconfitta francese a Kulm e tutti gli sforzi fino ad allora compiuti furono vanificati.
Dopo alcuni consigli di guerra tenuti il 6 ottobre Napoleone e Saint-Cyr concordarono sul fatto che, se si voleva ingaggiare una battaglia decisiva a Lipsia era totalmente inutile o privo di senso mantenere una guarnigione a Dresda. Tuttavia meno di dodici ore dopo il maresciallo ricevette l'ordine di rimanere a difendere Dresda, con due corpi d'armata. Il maresciallo, sorpreso da questo voltafaccia, si limitò a seguire gli ordini, pur giudicandoli una pazzia. Come si aspettava, dopo la battaglia di Lipsia l'ordine di ritirata non arrivò in tempo e Saint-Cyr fu circondato dagli alleati. Dopo numerosi tentativi di sfuggire alla morsa dell'assedio, l'11 novembre fu costretto alla resa, con le truppe ridotte alla fame. Le forze alleate tuttavia rifiutarono gli accordi di resa secondo i quali i corpi del maresciallo potevano tornare in Francia, e Saint-Cyr, piuttosto che morire di fame, decise la resa incondizionata. Venne fatto prigioniero e passò il resto della guerra prigioniero a Karlsbad.

## Ultimi anni
Dopo l'abdicazione di Napoleone, Saint-Cyr si mise a disposizione del re Luigi XVIII di Francia. Al ritorno di Napoleone dall'isola d'Elba venne ordinato a Saint-Cyr di organizzare degli eserciti realisti per contrastare il ritorno dell'Imperatore, ma ovunque andasse i soldati gettavano le bandiere realiste e si mettevano le coccarde tricolore. Napoleone, dopo essersi di nuovo insediato a Parigi, lasciò libero Saint-Cyr, che passò i Cento Giorni a Reverseaux. Dopo la sconfitta francese a Waterloo Saint-Cyr tornò a Parigi per aiutare il governo provvisorio.
Al ritorno di Luigi XVIII venne nominato, su consiglio del collega MacDonald, Ministro della Guerra (9 luglio 1815), ma si dimise nel settembre successivo, rifiutando di porre la propria firma al trattato del 20 novembre 1815; lasciò l'incarico dopo aver creato il Corpo d'armata reale e la scuola d'applicazione di Stato Maggiore. Il re lo nominò membro del suo consiglio privato e governatore della 5ª Divisione militare, col titolo di marchese.
Come Pari di Francia, tentò tutto per salvare il suo collega Michel Ney, condannato per tradimento, e alle votazioni per la condanna Saint-Cyr votò per la deportazione, piuttosto che la fucilazione. Nonostante avesse chiesto la grazia per Ney, il re rifiutò. A questo punto il maresciallo si ritirò nel suo castello a Reverseaux. Il 30 dicembre 1815 sua moglie gli diede il suo primo figlio, avvenimento che cambiò molto il suo carattere freddo.
Fu ministro della marina nel 1817 e nuovamente ministro della guerra dal 12 settembre 1817 al 19 novembre 1819. Durante il suo ministero diede inizio a numerose riforme: organizzò lo Stato Maggiore generale, si batté per i diritti dei veterani dell'esercito imperiale, rivide il codice militare e i regolamenti sulle pensioni e si dedicò in particolare a creare una riforma per rendere l'esercito una forza nazionale piuttosto che dinastica. Tuttavia questa riforma, sospettata di essere una mossa politica, venne successivamente abolita: venne rivalutata e ripristinata solo dopo la Guerra franco-prussiana, una sconfitta che poteva essere evitata grazie alle idee di Saint-Cyr.
Nel novembre 1819 la cattiva salute di Saint-Cyr lo costrinse a dimettersi dalla politica. nel 1829 le condizioni di salute erano peggiorate a tal punto che ora era costretto a risiedere nella rinomata località termale di Hyères. Il 12 marzo 1830 ebbe un grave infarto. Si spense il 17 marzo 1830, dopo 5 giorni di coma. Il maresciallo Laurent de Gouvion Saint-Cyr venne spesso criticato per la sua eccessiva freddezza e la sua introversione, i suoi soldati non lo amavano, ma sapevano che lui si impegnava sempre a minimizzare gli spargimenti di sangue e a rifornirli costantemente di tutto il necessario. Egli non rivestì un ruolo primario durante le Guerre Napoleoniche, ma le sue riforme militari furono di grande importanza negli anni a venire. Fu spesso criticato per le sue decisioni tattiche e strategiche, anche dallo stesso Napoleone, ma bisogna ricordare che non è mai stato sconfitto in battaglia.

## Araldica
|  |

|  |

## Curiosità
- Saint-Cyr era agnostico: sulla sua tomba non vi è alcun segno religioso;
- Dopo la nascita di un suo terzo fratello, morto in fasce nel 1797, sua madre abbandonò la famiglia, probabilmente andando a Lione, dove entrò nei Martinisti (una branca della massoneria); per tutta la vita Saint-Cyr nutrì un odio profondo per i massoni;
- la perdita della madre e il carattere violento del padre furono tra le principali cause del comportamento freddo e chiuso di Saint-Cyr[1];

## Scritti
- Journal des operations de l'armée de Catalogne en 1808 et 1809 (Paris, 1821)
- Mémoires sur les campagnes des armées de Rhin et de Rhin-et-Moselle de 1794 a 1797 (Paris, 1829)
- Mémoires pour servir de l'histoire militaire sous le Directoire, le Consulat, et l'Empire (1831)